# Otto Hitzberger
Otto Hitzberger (* 2. Oktober 1878 in München; † 22. Juli 1964 in Garmisch-Partenkirchen) war ein deutscher Bildhauer.

## Leben
Otto Kaspar Hitzberger wurde als Sohn des Fotografen Josef Hitzberger und seiner Frau Anna geboren. 1883 zog die Familie nach Partenkirchen um. Von 1891 bis 1895 erlernte er das Handwerk des Holz- und Steinbildhauers in der Schnitzschule in Partenkirchen. In München war er bei Josef Flossmann tätig. Danach arbeitete Hitzberger unter Georg von Hauberrisser am Münchner Neuen Rathaus als Steinmetz.
Seine Fähigkeiten als Holzbildhauer vervollkommnete er bei einem alten Kirchenbildhauer im württembergischen Städtchen Süßen. Auf der Walz durchquerte er in allen Himmelsrichtungen ganz Deutschland, danach die Schweiz, Italien und Österreich. In all diesen Ländern arbeitete er in vielen Ateliers und Werkstätten. 1910 war er wieder kurz in Partenkirchen, danach lebte er drei Jahre im südlichen Afrika, um dort Aufträge, darunter Altarfiguren für Burenkirchen, Schränke und Türfüllungen für die Farmen, anzunehmen und auszuführen.
1914 kehrte er nach Deutschland zurück, und zwar nach Berlin, wo er bis 1917 Leiter der Werkstatt Josef Wackerles wurde. 1917 berief ihn Bruno Paul zum Leiter der Holz- und Steinbildhauerklasse an den Unterrichtsanstalten des Berliner Kunstgewerbemuseums. 1924, als die Vereinigung der höheren Kunstschulen erfolgte, siedelte Hitzberger mit nach Charlottenburg über als Leiter einer Lehrwerkstätte für Holz- und Steinbildhauerei. Dieses Amt hatte er bis 1943 inne.
Seine Tätigkeit bestand u. a. in der Mitarbeit bei der Gestaltung von Fassaden und Innenräumen mit namhaften Architekten, plastischen Verzierungen für Inneneinrichtungen, Reliefs und Vollplastiken. Während des Ersten Weltkrieges erhielt er den Auftrag, die Figuren der Trierer Liebfrauenkirche zu kopieren, um die Originale vor Kriegsschäden zu bewahren. Ferner übernahm er den schwierigen technischen Teil der Ausführung einer riesigen Christusfigur von Ludwig Gies, die, nach der teilweisen Zerstörung durch Lübecker Bürger, wieder restauriert in der Dombauhütte der Gewerbeschau München zu sehen war. Die Figur wurde im Nationalsozialismus als „entartet“ ausgestellt und wohl danach zerstört.
1938 waren drei von Hitzbergers Werken in der Ausstellung Entartete Kunst zu sehen.
Nach dem Krieg entfaltete er in Garmisch-Partenkirchen ein Alterswerk, das von ungewöhnlicher Lebenskraft und überlegener Weisheit und Religiosität geprägt ist.
Otto Hitzberger war zweimal verheiratet. Aus der 1902 in München geschlossenen Ehe mit Viktoria Gaugler (* 1876, † 1942) gingen drei Kinder hervor: Anna (* 1903), Otto Georg (* 1904, Bildhauer) und Friederike (1906). 1918 wurde diese Ehe geschieden. Mit Martha, geschiedene Bernhard, geborene Maaß, schloss er 1922 in Berlin seine zweite Ehe, die kinderlos blieb.

## Ehrungen
Zu seinem 75. Geburtstag 1953 wurde in Garmisch-Partenkirchen die Bussardstraße in Prof.-Hitzberger-Straße umbenannt. Am 23. September 1953 erhielt er das Bundesverdienstkreuz 1. Klasse. Weitere Ehrungen fanden 1958 zum 80. Geburtstag (Verleihung der goldenen Ehrennadel des Marktes Garmisch-Partenkirchen) sowie 1963 zum 85. Geburtstag (Verleihung des Ehrenbürgerrechtes des Marktes Garmisch-Partenkirchen) statt. 1964 wurde ihm die päpstliche Verdienstmedaille Benemerenti verliehen.

## Werke
- 1918: Tugenden, vier Bibliotheksfiguren, Eichenholz[2]
- 1919: Hirte, Schrankfüllung, Birnbaum[3]
- 1920: Sitzende Mutter mit Kind, Eichenholz[4]
- 1921: Schreitende Madonna, Kiefernholz
- 1921: Tabernakeltür, Dominikusstift Berlin-Hermsdorf, Messing getrieben, vergoldet, mit Bergkristallen[5]
- um 1922: Geschnitzte Füllungen, Eichenholz[6]
- 1922: Morgen, Stuckrelief für ein Speisezimmer[7]
- 1922: Abend, Stuckrelief für ein Speisezimmer[8]
- 1922: Pietà, Lindenholz

- 1923: Empfängnis, Bronze

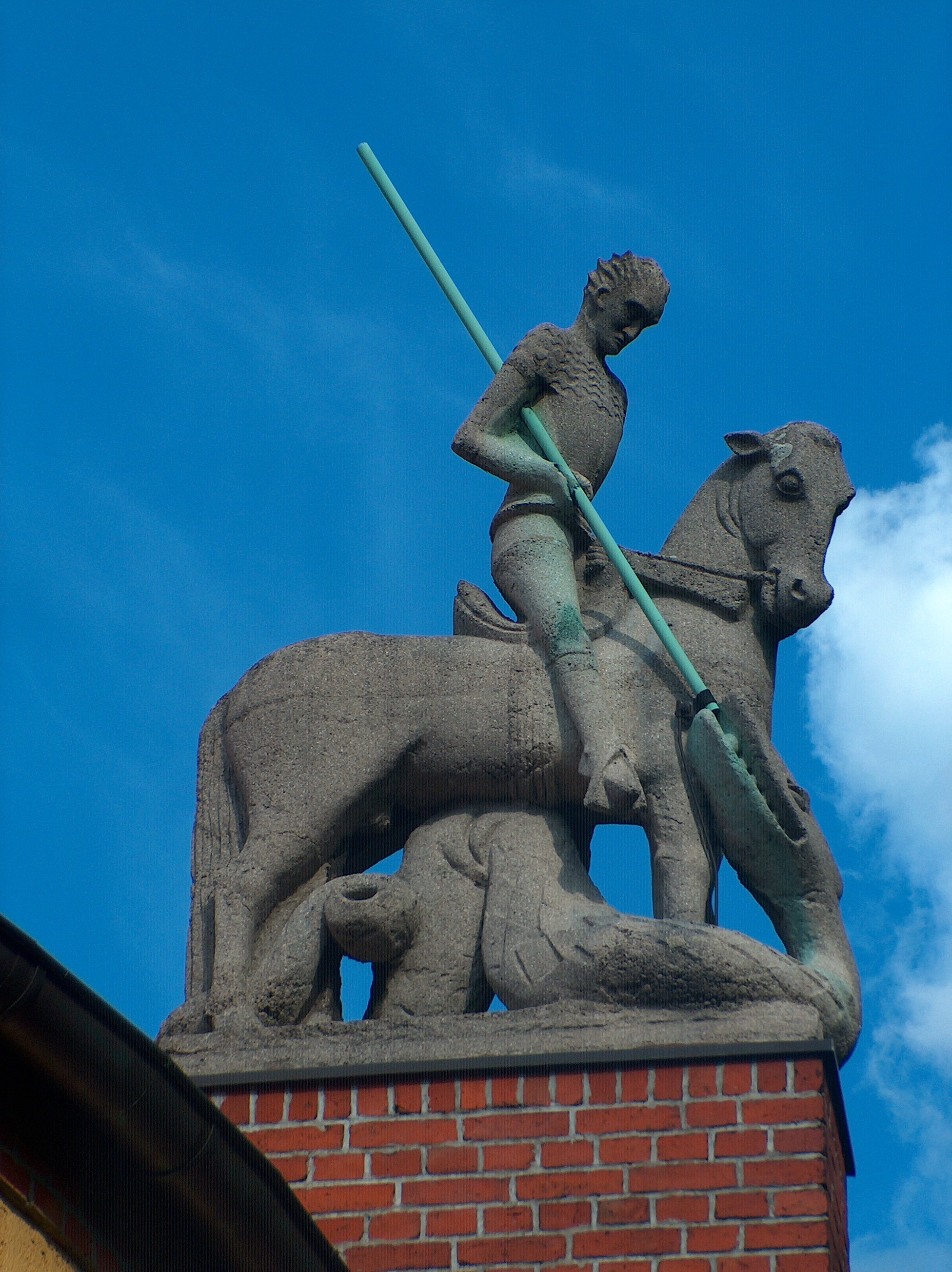
St. Georg als Drachentöter (1934), St. Antonius-Kirche Potsdam-Babelsberg

- 1923: Grabkreuz Hitzberger, Partenkirchen, Kiefernholz
- 1923: Grabstein  Generalfeldmarschall von Eichhorn, Muschelkalkstein, Invalidenfriedhof Berlin
- 1923: Armut, Bronze
- 1923: Weihnachtskrippe, Eichenholz
- 1923: Allegorie, Stuckrelief für einen Kamin[9]
- 1924: Christus und Maria Magdalena, Eichenholz
- 1924: Verkauf des Joseph, Relief, Nussbaumholz
- um 1926: Der Wanderer, Eichenholz[10]
- vor 1927: Trauernde, Muschelkalkstein, Friedhof und Krematorium Ruhleben[11][12]
- vor 1929: Die Leidenspassion Christi, 14 Bilder in Holz geschnitzt[13]
- 1933: Christus, Eichenholz, Salvator-Kirche Berlin-Schmargendorf
- 1934: Sarkophage für Reichspräsident Paul von Hindenburg und seine Frau[14]
- 1934: Marienfigur, St. Antonius, St. Georg als Drachentöter und Taufstein, Kunststein, St. Antonius-Kirche Potsdam-Babelsberg
- 1942: Steingrabkreuz, Ernst Hugo Correll, Friedhof Garmisch-Partenkirchen
- nach 1945: Kriegerdenkmal in Wallgau
- vor 1948: Sterngucker, Keramik
- vor 1948: Flötenspieler, Keramik
- vor 1948: Christus und die Jünger, Relief, Silberpappel
- vor 1948: Blinde, Relief, Eichenholz
- 1948: Der Philosoph, Lindenholz
- 1949: Das Abendmahl, Relief für die ehemalige Hauskapelle der Unfallklinik in Murnau, Lindenholz
- 1951: Der gute Hirte, Lindenholz
- 1955: Die vier Jahreszeiten, Relief, Lindenholz
- 1961: Arche Noah, Relief, Birnbaum
- 1964: Ehrenmal für die gefallenen Schüler und Lehrer der Oberschule Garmisch-Partenkirchen, Relief, Lindenholz